# Штахановский, Порфирий Александрович
Порфирий Александрович Штахановский (1896—1973) — советский военный деятель, комиссар Ростовского стрелкового полка народного ополчения, полковник .

## Биография
Родился в рабочей семье в 1896 году. Окончил четыре класса городского училища. С 1909 года работал в частной переплётной мастерской Ульштейна. В дальнейшем — рабочий в различных типографиях Петербурга.
С 1915 по 1918 год участвовал в Первой мировой войне, солдат-фейверкер. Добровольцем участвовал в Гражданской войне, вступил в РКП(б), стал комиссаром артдивизиона 44 Невельского стрелкового полка по охране Московско-Виндаво-Рыбинской железной дороги.
С 1921 года служил в органах госбезопасности. Участвовал в подавлении кулацкого восстания в Витебской области. Работал начальником отделения Витебской губернской ВЧК, начальником секретно-политической части, начальником Ставропольского окружного отдела ГПУ. За участие в борьбе с политическим бандитизмом в 1922 году приказом РВСР №159 награждён орденом Красного Знамени.
С 29 декабря 1928 года по июнь 1930 года начальник Донецкого окружного отдела ГПУ (г. Миллерово).
С 1934 года начальник отдела мест заключения УНКВД по Азово-Черноморскому краю. В 1937 году, по результатам проведённой чистки, уволен из органов госбезопасности как сторонник антипартийной группы Евдокимова-Шеболдаева. Перешёл на административную работу, до июня 1941 года — начальник отдела рабочих кадров Управления СКЖД.
После начала Великой Отечественной войны стал комиссаром 222-го Ростовского стрелкового полка Народного ополчения 56-й армии Южного фронта. Участник освобождения Ростова от немецко-фашистских войск в ноябре 1941 года. При выходе из Ростова на Дону на Александровскую переправу старший батальонный комиссар П. А. Штахановский организовал и лично возглавил отряд численностью 43 человека, который с 16.00 24 июля до 4.30 25 июля 1942 года удерживал переправу, чем обеспечил переход на левый берег Дона подразделений Ростовского полка народного ополчения и 142-го стрелкового полка 9-й мотострелковой дивизии войск НКВД (более 400 бойцов и 50 раненых). В этом бою умелыми и энергичными действиями отряда было уничтожено до 260 солдат и офицеров противника.
После отступления из города в июле 1942 года был назначен комиссаром 30-й стрелковой дивизии) (с декабря 1942 – 55-я гвардейская стрелковая дивизия) 56-й армии Северо-Кавказского фронта. С декабря 1942 — заместитель командира 16-го стрелкового корпуса по политической части, начальником политического отдела корпуса. Дважды был ранен.
Участник спасении уникальной коллекции масандровских вин.
После войны возглавлял ОВД земли Саксония-Анхальт в городе Галле в советской зоне оккупации Германии.
С 1948 года находился на пенсии. Умер в 1973 году в Ростове-на-Дону, похоронен на Нижне-Гниловском кладбище.
Дети:
- Анна Штахановская (1916–2009)
- Константин Штахановский (1920 — пропал без вести в годы Великой Отечественной войны)
- Александра Хрулёва (Штахановская)(01.08.1922 – 13.07.2013),  работала преподавателем общеобразовательной школы. У неё две дочери, проживающие в городе Ростов-на-Дону: Зоя Ивановна (род. 25.09.1943), доктор биологических наук, профессор; Людмила Ивановна (род. 14.04.1950), врач бактериолог, работала начальником хим- баклаборатории облводоканала г. Ростова-на-Дону

## Награды
- Награждён орденом Ленина, четырьмя орденами Красного Знамени, орденом Кутузова II-й степени, двумя орденами Отечественной войны I-й степени и орденом Отечественной войны II-й степени, двумя орденами Красная Звезда и орденом Знак Почета, а также многими медалями, в числе которых "ХХ лет РККА".
- Также его подвиги были отмечены орденами и медалями иностранных государств.
- 25 апреля 1934 года награждён знаком «Почетный работник ВЧК-ОГПУ (XV)».

## Память

Информационная табличка в Ростове-на-Дону

Именем П. А. Штахановского названа улица в Ростове-на-Дону.